# 横浜開港祭
横浜開港祭（よこはまかいこうさい）は、毎年横浜港の開港記念日である6月2日およびその前後に神奈川県横浜市にて開催されるイベント。横浜開港記念みなと祭、ハマフェス、世界トライアスロンシリーズとともに横浜開港月間の一環。
主催は横浜市・横浜商工会議所・横浜観光コンベンション・ビューロー・横浜青年会議所から構成される「横浜開港祭協議会」。
主な活動として、協賛活動・企画運営・広報活動は（一社）横浜青年会議所の横浜開港祭チームが横浜開港祭実行委員会として準備を進める。
横浜開港祭は青年会議所が行う事業の中で最大規模の事業予算である。

## 開催日の由来
横浜港は安政6年6月2日（1859年7月1日）に開港した。開港時には特にこれを祝う行事などは行われなかったが、万延元年6月2日（1860年7月19日）に開港1周年を記念して民衆が山車などを繰り出して祝ったのが横浜の開港記念日の始まりとされている。当初は旧暦の6月2日だったが、1909年（明治42年）7月1日に開港50周年記念事業が行われ、1918年（大正7年）に横浜市会が開港記念日の7月1日を休暇日とした。しかし、1928年（昭和3年）に横浜市会が開港記念日を7月1日から（新暦の）6月2日に変更した。開港記念日の6月2日は横浜市立の小中学校・高校のほとんどが休校日となる。

## 歴史
1981年に「国際デープレ横浜どんたく」として開催されたのが始まりで、翌1982年に「'82国際デー第1回横浜どんたく」として正式に始まった。1984年の第3回より「横浜どんたく」となり、1993年の第12回より「横浜どんたく開港祭」、1995年より「横浜開港祭」となった。
現在では観客動員70万人（2016年、主催者発表）を擁する、横浜に夏の到来を告げる大イベントとなっている。
2013年はアフリカ開発会議開催の関係から6月8日・9日に開催された。
2020年は、新型コロナウイルス感染症の拡大を受け、開催中止が発表された。
2021年は、コロナ禍の中であったが来場者数の上限を3,000人に規制し開催された。
2021年　初の試みとなるランタンポート実施。
2022年　コロナ禍以前と同じ規模の横浜開港祭の開催を目指し、1日開催となったが36万人の来場者を迎え大盛況となった。
2022年　横浜開港祭史上初のナイトドローンショーを実施。500機のドローンが横浜の夜空に舞い、市民を魅了した。
2022年　メインマスコットのハマー君の彼女のヨーコちゃんが登場。

## 会場
例年、横浜みなとみらい21地区の臨港パークをメイン会場とし、その周辺地区にて開催されている。

## 主な催事
- 開港祭ライブ
- ドリーム・オブ・ハーモニー
- 開港祭ストリート
- 花火（ビームスペクタクルinハーバー）など
- 横浜市立の小中学校・高校のほとんどで、開港記念日当日は休校となる。ただし私立運営学校や神奈川県立高校は該当しない。
- 18区花火

## テレビ中継
2025年現在は神奈川県内のケーブルテレビ4社であるイッツ・コミュニケーションズ、JCOM（JCOM ケーブルTV事業部門のジェイコム湘南・神奈川が運営・展開するJ:COM 湘南・鎌倉、J:COM 南横浜、J:COM 相模原・大和、J:COM 町田・川崎、J:COM 西湘、J:COM かながわセントラル、J:COM 横浜）、YOUテレビ、横浜ケーブルビジョンにてそれぞれ放送するほか、同時にYouTubeでもライブ配信を行う。
放送時間は横浜開港記念日にあたるイベント最終日の18時30分から20時にて会場から生中継を行うほか、開催1週間後の18時から19時30分に再放送も実施される。
終盤に実施される、横浜市内に在住の住民300名以上による大合唱イベント「ドリーム・オブ・ハーモニー」と、イルミネーションとBGMを掛け合わせた花火イベント「ビームスペクタクルinハーバー」のみを生中継で放送する。

## マスコット
サングラスをかけたカモメを模した「ハマー」がマスコットである。1995年制定。
2022年より、メインマスコットキャラクターのハマーくんの彼女「ヨーコ」ちゃんが誕生した。
ハマーくんのトレードマークはサングラス。ヨーコちゃんのトレードマークは赤いリボン。
ヨーコちゃんは2022年5月3日のザ・よこはまパレードで初お披露目された。
ヨーコちゃんの命名は、市民の公募により決定し横浜を代表する市民に愛されるキャラクターとなった。

## 横浜開港祭親善大使
1月から募集を開始し、3月から開港祭当日にかけて横浜市内などでの街頭PR活動を中心に行う。ラジオ・テレビなどへの出演の他、当日の会場での案内やお手伝いなど。募集対象は18歳以上（高校生は除く）の健康で明るい女性となっている。なお、「横浜観光親善大使」とは異なる。
横浜開港祭親善大使の経験を経て、各メディアなどに就職をする大使も少なくない。